# Верховная морская коллегия
Верхо́вная морска́я колле́гия — государственный орган, ведавший строительством, материальным обеспечением подготовкой и деятельностью РККФ. Создана на основе Морского министерства Российской империи по указанию Совета правительства 1 декабря 1917 года. Председателем коллегии стал П. Е. Дыбенко. 22 февраля 1918 года переформирована в Народный комиссариат по морским делам РСФСР.